# 大博町
大博町（たいはくまち）は、福岡市博多区の地名。丁目の設定がない単独町名であり、全域で住居表示を施行している。現行の行政地名は大博町。面積は85,350平方メートル (8.54 ha)。2023年3月末現在の人口は1,499人。郵便番号は812-0033。

## 地理

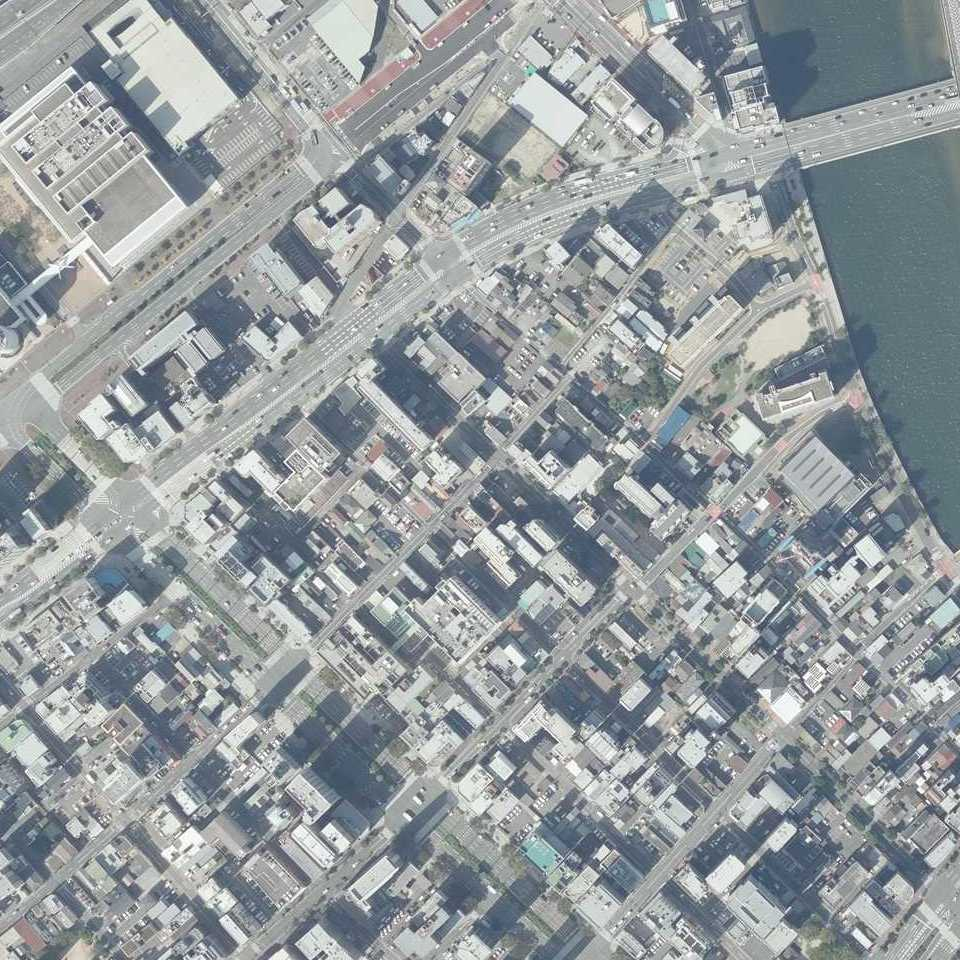
土地利用の状況

福岡市の都心とされる中央区天神の北東約1.5キロメートル、博多区の北西側に位置する。北西で石城町、北東で御笠川を介して千代と、南東で下呉服町と、南西で大博通りを挟んで神屋町と接している。西の大博通りと北の福岡県道602号後野福岡線（那の津通り）沿いは商業地、その他は概ね閑静な住宅地となっている。

### 河川
大博町の北東側に次の河川が横断している。
- 御笠川（二級河川）

河川の写真
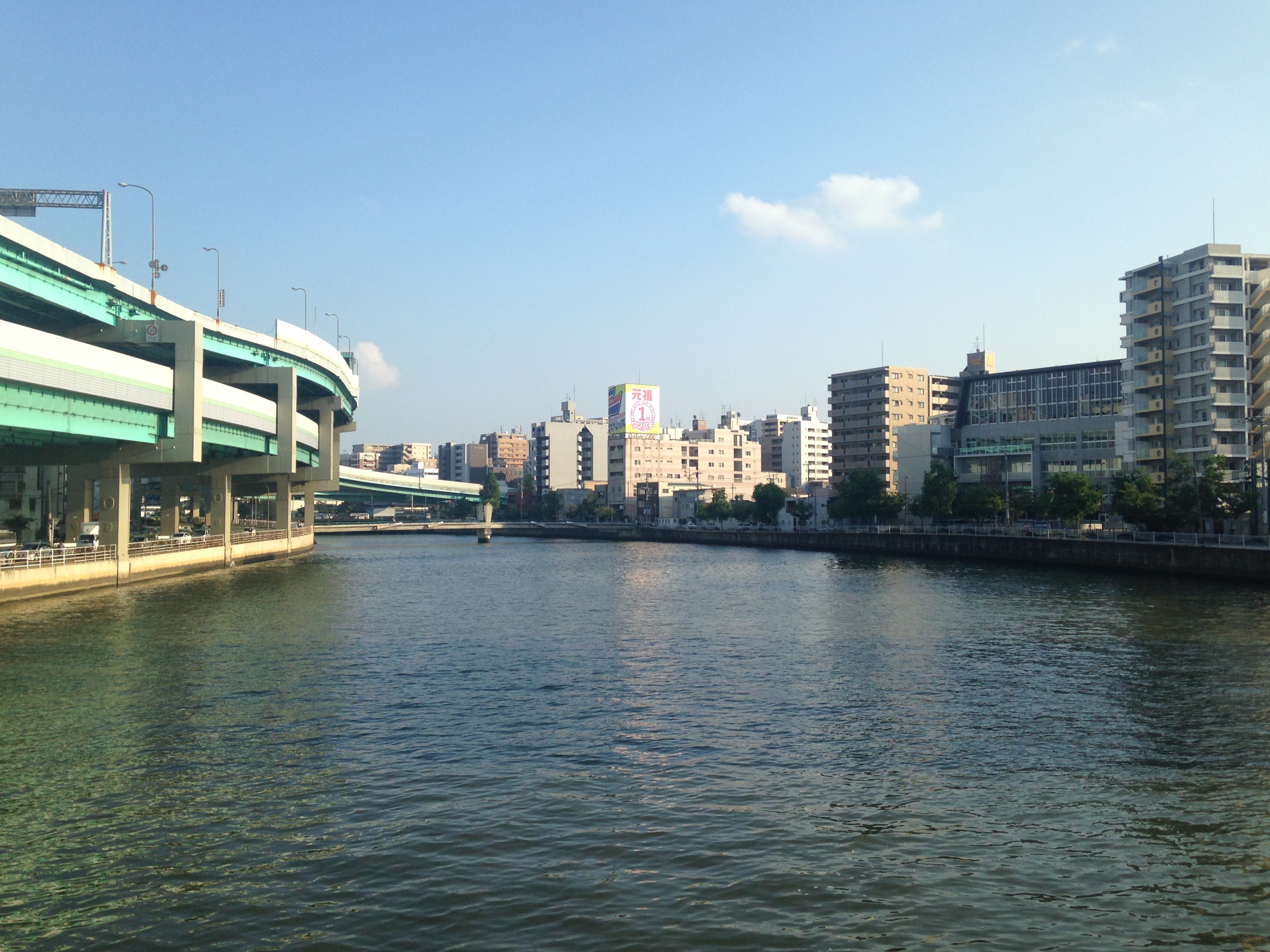
千鳥橋より望む御笠川（上流側）

### 都市計画
大博町の都市計画における位置づけについては、2012年（平成24年）12月21日に策定された『第9次福岡市基本計画』の「都市空間構想図」において、「都心部」に含まれている。都心部のなかでも特に天神・渡辺通地区、博多駅周辺地区、ウォーターフロント地区（博多ふ頭及び中央ふ頭）の3地区が都心部の核とされており、大博町はウォーターフロント地区の南東側外縁部に位置する。都市計画に関しては、「福岡市都市計画マスタープラン」において定められた方針については次のとおりである。環境資源に関しては、御笠川の河川沿いが散策・憩いの場となるとともに、緑と広がりのある景観が連続したゆとりと潤いのある水辺空間として「河川緑地軸」に位置付けられている。交通ネットワークに関しては、都市の骨格となる福岡県道602号後野福岡線（那の津通り）の沿道や幹線道路である福岡県道44号博多港線（大博通り）の沿道は、商業、業務、サービス施設や中高層住宅などが連続した「都市軸」や「沿道軸」に位置付けられている。土地利用については、全域が住宅を中心に都心機能を支援する業務施設、商業施設が共存する「複合市街地ゾーン」に位置付けられ、職住が調和した複合市街地づくりと良好な街並みの形成などがまちづくりの視点とされている。今後の課題については、大博町の北東側が太平洋戦争の後に進められた戦災復興都市計画による土地区画整理事業の施工地区から外れ、古くから市街地が形成されている地区であり、幅員4メートル未満の狭隘道路が多いため、災害時の安全性などが懸念されている。用途地域については、大博町の全域が商業地域に指定されている。

## 歴史
かつてこの地には、京都の万里小路の柳町に倣い「柳町」と呼ばれる花街があったが、渡辺通の南側にある清川地区に移転した。

### 町域の変遷
| 住居表示実施後 | 実施年月日         | 住居表示実施前（各大字の一部）                                            |
| -------------- | ------------------ | ------------------------------------------------------------------------- |
| 大博町         | 1966年（昭和41年） | 柳町・小金町・大浜町1丁目〜3丁目・千歳町1丁目・大浜町1丁目〜3丁目・幾世町 |

## 人口
大博町の人口の推移を福岡市の住民基本台帳（公称町別）に基づき示す（単位：人）。集計時点は各年9月末現在である。
- 2001年（平成13年）：1,162
- 2002年（平成14年）：1,227
- 2003年（平成15年）：1,283
- 2004年（平成16年）：1,279
- 2005年（平成17年）：1,269
- 2006年（平成18年）：1,246
- 2007年（平成19年）：1,203
- 2008年（平成20年）：1,187
- 2009年（平成21年）：1,289
- 2010年（平成22年）：1,287
- 2011年（平成23年）：1,270
- 2012年（平成24年）：1,311
- 2013年（平成25年）：1,344
- 2014年（平成26年）：1,451
- 2015年（平成27年）：1,468
- 2016年（平成28年）：1,499
- 2017年（平成29年）：1,518
- 2018年（平成30年）：1,533
- 2019年（令和元年）：1,529
- 2020年（令和2年）：1,517
- 2021年（令和3年）：1,534
- 2022年（令和4年）：1,503

## 主な施設
- 原三信病院
- 大浜公園（下呉服町に跨る。）[注釈 3]

施設の写真
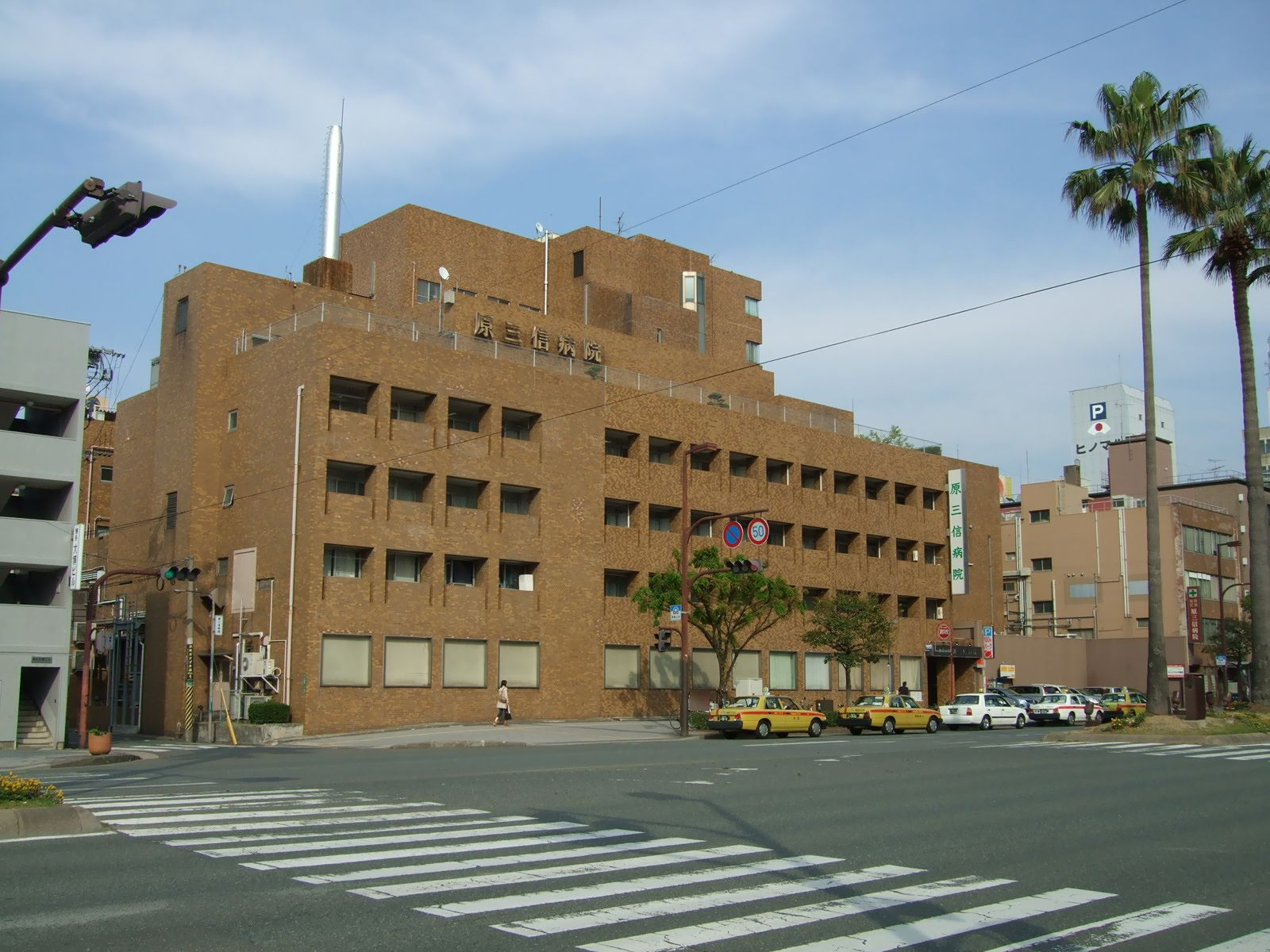
原三信病院

### 教育施設
町内に小中学校はなく、福岡市立博多小学校・福岡市立博多中学校の校区となっている。
- 福岡ベルエポック美容専門学校
- 福岡ECO動物海洋専門学校

## 交通

### 道路
主な幹線道路は次の通り。

#### 都市高速道路
都市高速道路としては福岡高速環状線が町域の北西側及び北東側に通っており、町外ではあるが、最寄りの出入口としては次のものがある。
- 天神北出入口（所在地：中央区那の津二丁目、施設：料金所・ランプ・インターチェンジ、距離：道程で約1.2から2.0キロメートル）
- 呉服町出入口（所在地：呉服町、行先：香椎・天神方面、施設：料金所・ランプ、距離：道程で約0.3から0.8キロメートル）
- 千代出入口（所在地：千代、行先：太宰府IC・堤方面出入口、施設：料金所・ランプ、距離：道程で約1.2から1.4キロメートル）

#### 県道
県道の主要なものは次のとおり。
- 福岡県道602号後野福岡線（福岡市道路愛称：「那の津通り」）
- 福岡県道44号博多港線（福岡市道路愛称：「大博通り」、写真1、写真2）

#### 幹線道路及びこれ以外の市道
町内の市道には、歴史的な由来や地域の特性などに基づいた愛称付きの区画道路等がある。
- 流灌頂通り（）[注釈 4]
- 竪町筋（）[注釈 5]（写真）
- 大浜河畔通り（）[注釈 6]
- 大浜通り（）[注釈 7]

### 鉄道
町内に鉄道は通っていないが、最寄りの鉄道駅は福岡市交通局が運営する地下鉄の次の駅で、近くにあり利便性が高い。
- 福岡市地下鉄箱崎線の呉服町駅（距離は道程で約0.6から1.0キロメートル）
- 福岡市地下鉄空港線の中洲川端駅（距離は道程で約1.0から1.6キロメートル、本数が多い。）

### バス
バスについては、西日本鉄道株式会社が運営する西鉄バスが運行しており、次の停留所がある。
- 那の津通り沿い：築港口、石城町
- 大博通り沿い：神屋町